# 穆罕默德·杜拉死亡事件

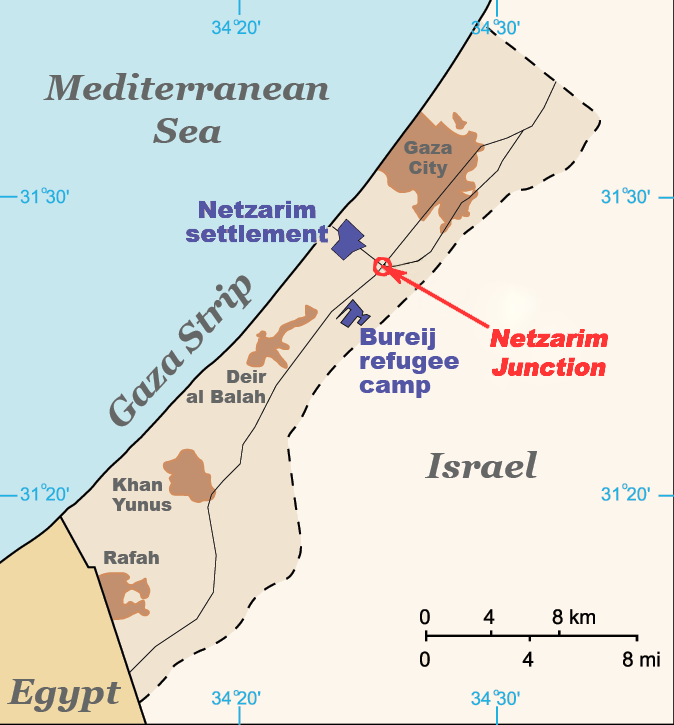
事件发生地内扎里姆路口

圖中顯示了該事件涉及的各方。此圖取自法國攝影師塔拉勒·阿布·拉玛向加沙律師拉吉·索拉尼（Raji Sourani）宣誓後所作的聲明。

穆罕默德·杜拉死亡事件于2000年9月30日（阿克萨群众起义的第二天）在加沙地带发生，当时整个巴勒斯坦的领土上发生了针对以色列军事占领的广泛抗议和骚乱。这部由法国摄影师塔拉勒·阿布·拉玛拍摄的影片显示贾马尔·杜拉和他12岁的儿子穆罕默德·杜拉蹲在水泥缸后面，穆罕默德在哭泣，父亲则向外面挥手，随后出现了一阵枪声和扬起的灰尘。事件的结果是穆罕默德因枪伤很快死亡。
这部59秒的录像是在法国电视二台播出的，影片中包括以色列电视台驻以色列办事处负责人查尔斯·恩德林的声音。根据摄影师提供的信息，恩德林告诉电视台的观众，杜拉父子是以色列阵地的射击目标，并且穆罕默德已经死亡。在举行了一场公共葬礼之后，在此次事件中死亡的穆罕默德被整个穆斯林世界誉为烈士。
最初，以色列国防军宣布对杀死穆罕默德的事件负责，但后来他们撤回了这一宣称。恩德林和他的影片遭到亲以色列评论员的攻击，质疑影片的真实性。看到原始素材的法国记者说，法国电视2台剪掉了最后几秒原本认为已经死亡的穆罕默德把手抬起来的影像；他们承认穆罕默德确实死亡了，但认为在拍摄这部影片时他还没有死。法国电视二台的新闻编辑在2005年表示，没人能够确定究竟是谁开了枪。法國媒體評論員菲利普·卡森蒂则声称整部影片都是法国电视二台杜撰的。法国电视二台随后控告他诽谤，最后菲利普于2013年被法院判罚款7,000欧元。但是在同年5月，以色列政府的一份报告支持了菲利普的观点。贾马尔·杜拉和查尔斯·恩德林则拒绝了这一结论，并呼吁国际社会有必要进行独立的国际调查。